# Maria Ząbkowska-Wacławek
Maria Elwira Ząbkowska-Wacławek (ur. 8 czerwca 1950 w Częstochowie) – dr hab. inż., profesor Katedry Elektrotechniki Wydziału Elektrycznego Politechniki Częstochowskiej i Instytutu Inżynierii Środowiska i Biotechnologii Wydziału Przyrodniczo-Technicznego Uniwersytetu Opolskiego.

## Życiorys
Jest absolwentką Wydziału Elektrycznego Politechniki Częstochowskiej (1973). Rozprawę doktorską (wyróżnioną Nagrodą Ministra) obroniła w 1978 r. w Instytucie Fizyki Politechniki Warszawskiej, będąc pracownikiem Wyższej Szkoły Pedagogicznej w Częstochowie. Pracę w Wyższej Szkole Pedagogicznej w Opolu rozpoczęła w roku 1985. Rozprawę habilitacyjną (również wyróżnioną Nagrodą Ministra) obroniła w 1990 roku w Instytucie Fizyki Uniwersytetu w Poczdamie (Niemcy). W tymże roku została zatrudniona na stanowisku profesora nadzwyczajnego w Katedrze Biotechnologii i Biologii Molekularnej na Wydziale Przyrodniczo-Technicznym Wyższej Szkoły Pedagogicznej w Opolu (potem Uniwersytetu Opolskiego) oraz w Katedrze Elektrotechniki na Wydziale Elektrycznym Politechniki Częstochowskiej.
W 2010 roku uzyskała tytuł profesora w zakresie nauk technicznych. Jest profesorem zwyczajnym w Instytucie Inżynierii Środowiska i Biotechnologii (dawniej w Samodzielnej Katedrze Biotechnologii i Biologii Molekularnej) Wydziału Przyrodniczo-Technicznego Uniwersytetu Opolskiego (UO). Jest członkiem Senatu UO.
W latach 2008–2016 pełniła funkcję prodziekana Wydziału Przyrodniczo-Technicznego Uniwersytetu Opolskiego.
Prof. Maria Wacławek wypromowała 5 doktorów.
Przez wiele lat badania naukowe prowadziła razem ze swoim mężem profesorem Witoldem Wacławkiem oraz z ich doktorantami i habilitantami. Dotyczyły one głównie monitoringu i biomonitoringu środowiska – jego skażenia zarówno metalami ciężkimi, jak i radionuklidami (po awarii czarnobylskiej). Wieloletnia współpraca naukowa Marii i Witolda z grupą badawczą prof. Karela Kolara (University of Hradec Kralove, Hradec Králové, Czech Republic) i z prof. Mariną Frontasievą (Joint Institute for Nuclear Research, Dubna, Russia) zaowocowała wieloma grantami oraz wspólnymi publikacjami. 
Jedną z pasji Marii Wacławek i jej męża była historia chemii i fizyki - powstawanie pojęć i teorii naukowych oraz osobowość ich twórców. Pasja ta doprowadziła do powstania serii artykułów o wybitnych chemikach – trzy z nich są poświęcone Marii Skłodowskiej-Curie oraz książki pt. 110 europejskich twórców chemii (wydanej w 2002 r.). Książka ta, w nieco poszerzonej formie została także opublikowana (w 2007 roku) w języku ukraińskim.
Od 1974 roku Maria Wacławek prowadzi badania właściwości elektrycznych, termoelektrycznych i fotowoltaicznych półprzewodników. Od roku 1997 na dachu Uniwersytetu Opolskiego działają stacje: meteorologiczna i fotowoltaiczna (PV). Oprócz różnych komercyjnych modułów PV były w niej także testowane japońskie ogniwa kulkowe. Celem tych badań jest między innymi wskazanie ogniw, które w warunkach klimatycznych Polski dostarczą najwięcej energii elektrycznej i jaki wpływ na ich pracę ma środowisko naturalne.
Prof. Maria Wacławek od 2002 roku jest ekspertem i recenzentem Unii Europejskiej (EX2002B055247) w zakresie odnawialnych źródeł energii.
W roku 1993, razem z mężem Witoldem, założyła Towarzystwo Chemii i Inżynierii Ekologicznej (TChIE). Towarzystwo to jest wydawcą książek, czterech czasopism naukowych (trzy z nich są na liście Filadelfijskiej, a jedno Ecological Chemistry and Engineering S ma IF(2018) = 1,467) i organizatorem międzynarodowej konferencji ekologicznej ECOpole[, na której referaty wygłaszali wybitni naukowcy z całego świata w tym trzej nobliści: Prof. Paul Crutzen (2011), Prof. Gerhard Ertl (2014) i Sir Harold Kroto (2017). Konferencja ECOpole’20 (dwudziesta dziewiąta z kolei) odbędzie się w dniach 7 – 10 października 2020 r. w Krakowie. Wygłosi na niej referat Laureatka Nagrody Nobla Prof. Ada Yonath.
Maria Wacławek jest Prezesem Towarzystwa Chemii i Inżynierii Ekologicznej, redaktor naczelną 4 czasopism wydawanych przez TChIE oraz Przewodniczącą Komitetu Organizacyjnego konferencji ECOpole.